# Lowes Barn
Lowes Barn – wieś w Anglii, w hrabstwie Durham. Leży 2 km na południowy zachód od miasta Durham i 375 km na północ od Londynu.